# Михалёв, Владимир Александрович (футболист)
Влади́мир Алекса́ндрович Михалёв (род. 20 июля 1987, Стародубское, Долинский район, Сахалинская область, СССР) — российский футболист, полузащитник.

## Карьера
Воспитанник волгоградской СДЮСШОР-19 «Олимпия». За основной состав «Олимпии» выступал в 2003—2007 годах. В 2008 году защищал цвета нижегородской «Волги». 17 февраля 2009 года подписал контракт с клубом «Луч-Энергия». В январе 2011 года перешёл в «Волгарь». В августе того же года пополнил ряды клуба «Мостовик-Приморье». Летом 2012 года подписал контракт с «Сахалином», в котором завершил карьеру в 2018 году.

## Достижения
- Победитель Второго дивизиона (3): 2008 (зона «Урал-Поволжье»), 2013/14 (зона «Восток»), 2017/18 (зона «Восток»)
- Серебряный призёр Второго дивизиона (3): 2003 (зона «Юг»), 2011/12 (зона «Восток»), 2015/16 (зона «Восток»)
- Бронзовый призёр Второго дивизиона (2): 2012/13 (зона «Восток»), 2016/17 (зона «Восток»)